# Talegaon Dabhade
Talegaon Dabhade (Marathi तळेगाव दाभाडे) ist eine Stadt im indischen Bundesstaat Maharashtra. Die Stadt liegt ca. 35 km von der Millionenstadt Pune entfernt.
Die Stadt ist Teil des Distrikts Pune. Talegaon Dabhade hat den Status eines Municipal Council. Die Stadt ist in 25 Wards gegliedert. Sie hatte am Stichtag der Volkszählung 2011 insgesamt 56.435 Einwohner, von denen 29.033 Männer und 27.402 Frauen waren. Hindus bilden mit einem Anteil von über 85 % die größte Gruppe der Bevölkerung in der Stadt gefolgt von Buddhisten mit über 6 %. Die Alphabetisierungsrate lag 2011 bei 91,50 % und damit deutlich über dem nationalen Durchschnitt.

## Verkehr
Die Stadt ist Teil des Netzes der Pune Suburban Railway. Bei Talegaon befindet sich eine Mautstelle des Mumbai Pune Expressway.

## Wirtschaft
In Talegaon befindet sich eine Automobilfabrik, die Hyundai Motor India Anfang 2024 von General Motors erworben hat. Sie ist die zweite Produktionsstätte von Hyundai in Indien nach der Fabrik in Sriperumbudur. Nach erfolgter Umrüstung und Kapazitätserweiterung des Werks will Hyundai die Produktion Ende 2025 aufnehmen.